# Олевськ
Оле́вськ — місто в Україні, адміністративний центр Олевської міської громади Коростенського району Житомирської області, у Житомирському Поліссі.

## Географія
Місто Олевськ розташоване на березі річки Уборть, до якої у межах міста впадає річка Замликів.

## Етимологія
Назву міста пов'язують з природною топонімікою, яка пояснює ймовірність походження слова «Олевськ» від назви дерева «вільха», «ліщина», або й взагалі від «лісу». Однокорінні слова у споріднених мовах вказують на «олішшя», як на ліс, що росте на болоті. Найближчою місцевою назвою тут є один із колишніх хуторів, а нині куток міста – «Лєщенєц». Ще однією цікавою гіпотезою є припущення про походження назви міста Олевськ від «Вуллєвск», тобто від слова «вулей» (борть), що поєднується з назвою річки Уборть. Отже, дана проблематика до сьогодні залишається предметом наукових дискусій.

## Історія
За археологічними дослідженнями територія сучасного Олевська була заселена ще у IV тисячолітті до нашої ери, про що свідчать крем'яні знаряддя праці доби неоліту, а це майже 6 тисячоліть тому. Пройшло щонайменше 360 поколінь пращурів, від яких з глибини людського незнищенного роду ведеться продовження життя, продовження історії.
Неподалік міста було досліджено 17 поховань і два кургани.
В центральній частині міста виявлені культурні нашарування, датовані добою бронзи – залізного віку, першого тисячоліття, давньоруського часу та пізнього середньовіччя. Археологічні розкопки, які почали проводитися в місті восени 2009 року, дають підстави стверджувати, що історія міста налічує понад 1100 років. Місцевою археологічною пам’яткою є давньоруське городище «Бабина гора» та курганний могильник. 
За історичними документами Олевськ вперше згадується в 1488 році.
У 1545 році  Олевськ і навколишні села були приписані до Овруцького замку, якими володів магнат не польського походження Йосип Немирич.
Після Люблінської унії 1569 року Олевськ у складі Правобережної України потрапить під владу Речі Посполитої. Довгий час ним володіли руські шляхтичі Немиричі (зокрема, дідичами були Йосиф Немирич — київський земський суддя, його син Матвій). Тут був збудований і діяв греко-католицький монастир.
У 1596 році був споруджений Свято-Миколаївський храм, який і зараз діє і належить до пам'яток архітектури України.
1641 року король Речі Посполитої Владислав IV Ваза надав Олевську магдебурзьке право, дозволив провадити щотижневі торги та два ярмарки на рік.
Тяжке соціальне гноблення примушували селян підійматися на боротьбу за свої права. Вони взяли активну участь у визвольній війні українського народу 1648—1657 рр.
У 1648 році вони вбили власника міста О. Немирича, створили в Олевську сотню і в її складі громили загони шляхетського війська Речі Посполитої.

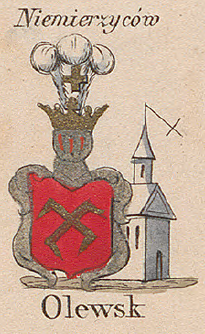
Олевськ на мапі Зигмунда Герстмана

За Андрусівським перемир'ям 1667 року Олевськ залишився в складі Речі Посполитої. В 1793 році у складі Правобережної України був окупований Російською імперією.
1796 року Олевськ став волосним центром Овруцького повіту Волинської губернії. У 1798 році тут налічувалося 70 дворів та 472 мешканців. Населення в основному було хліборобами.
Від 1831 року Олевськ належав до державних маєтностей. З підприємств діяли лише 2 винокурні. Лікувальних закладів не було. Діяло училище на 14 місць при кармелітському монастирі.
Після скасування кріпацтва, відповідно до указу 1863 р. жителям Олевська були відведені наділи майже непридатної для обробітку землі. Після реформи в Олевську було збудовано 3 тартаки, 2 смолокурні, каменоломня, 2 млини.
Як відомо, шляхта володіла Олевськом ще з XVI століття, і не припиняли свого володіння навіть тоді, коли Олевськ знаходився у складі Російської імперії.
Розвиток промисловості спричинив зростанню містечка. Якщо у 1866 році в ньому налічувалося 160 дворів і 1477 жителів, то у 1889 році відповідно 262 двори та близько 2000 жителів.
Станом на 1885 рік у колишньому державному містечку, центрі Олевської волості Овруцького повіту Волинської губернії, мешкало 606 осіб, налічувалось 94 дворових господарства, існували православна церква, костел, католицька каплиця, 2 юдейських молитовних будинки, школа, 6 заїжджих двори, 3 крамниці й 2 млини, відбувалось 4 ярмарки на рік.
Особливо швидко почало розвиватися містечко після 1903 року, коли була прокладена залізнична колія Київ—Ковель. Через рік відкрилася поштова станція та поштово-телеграфне відділення. З 1909 року почало діяти підприємство, де виготовляли господарський посуд. Відкривали нові тартаки, каменоломні, смолокурні. Масово велися лісорозробки. На той час в Олевську налічувалося близько 100 крамничок.
Про соціальний розвиток містечка місцеві влада не піклувалася, тому на початку 1900-их років на 2 тисячі населення працювала лише одна лікарня на 10 ліжок, медичну допомогу надавав один лікар.
З навчальних закладів в Олевську діяло двокласне сільське училище, у якому навчалося близько 200 дітей.
Школа не мала свого власного приміщення.
Перша світова війна погіршила становище і внесла розруху.
Створений волоський земельний наділ (1915—1917 років).

### Період УНР
У січні 1918 року, Олевськ без єдиного пострілу, був звільнений від залишків російської окупаційної армії (в яких домінували пробільшовицькі антиукраїнські настрої), українським полком ім. Костя Гордієнка, що українізувавшись на російсько-німецькому фронті Першої Світової війни, повертався до Києва, на чолі з Всеволодом Петрівим. На той час в Олевську вже діяв Український Комітет, на чолі якого стояв працівник залізниці українець, але в комітет входили й представники єврейського населення Олевська, один яких обіймав посаду секретаря комітету. 13 січня 1918 року, з дозволу Всеволода Петріва Олевський Український Комітет сформував місцеву міліцію, отримавши із запасів полку ім. Костя Гордієнка зброї та амуніції на 50 ополченців, для захисту громадян міста, від мародерів з числа дезертирів російської армії що тисячами проходили в той час через Олевськ, тікаючи з фронтів. З 15 січня 1918 року в Олевську з'явився представник Центральної Ради, за підписом Миколи Ковалевського, який почав формування Вільного Козацтва, з місцевого населення.

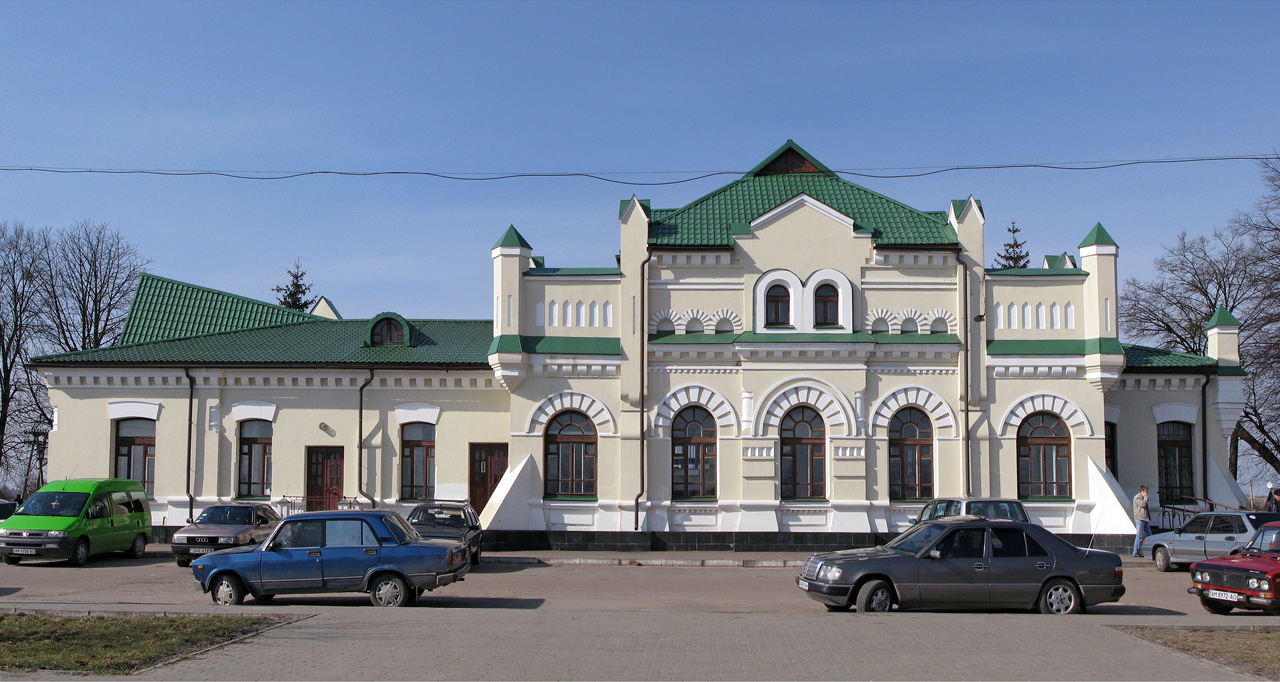
Вокзал станції Олевськ

### Радянський період
За умовами Ризького миру від 18 березня 1921 року, Олевськ потрапляє під московсько-більшовицьку окупацію.
Наприкінці 1922 р. виникло споживче товариство, а через рік ТСОЗ (товариство спільного обробітку землі). Відновив роботу порцеляновий завод, шкіряний завод. Відкрилася районна електростанція.
У лютому 1923 року відкрився сільбуд (сільський клуб). Діяли клуб порцелянового заводу, кінотеатр, 6 невеличких бібліотек.
1932 р. організовано машинно-тракторну станцію, що мала 32 трактори, 3 авта і 22 пр. плуги та інший сільськогосподарський інвентар. Реконструйовано порцеляновий завод, на якому працювало 500 робітників. Пізніше вступили в дію меблева фабрика та лісопильний завод.
Внаслідок Голодомору 1932—1933 за архівними документами, у районі загинуло 650 чол., на сьогодні встановлено імена 294 чол.
Восени 1936 року Олевськ відвідав один з організаторів Голодомору 1932—33 рр. секретар ЦК КП(Б)У Павло Постишев. За його ініціативою у 1937—1938 роках було побудовано районний будинок культури, який діє і нині, крім цього діяв кінотеатр, клуби і бібліотеки.
У 1938 році було побудовано нову дільничну лікарню на 40 місць, поліклініку.

### Олевська Республіка
3 21 серпня по 15 листопада 1941 року Олевськ був столицею «Олевської республіки», що підпорядковувалась Уряду УНР в екзилі. У цей період міську раду Олевська очолював Борис Симонович.
Під час Другої світової війни німецький гарнізон у містечку налічував 300 німців і козаків.

### Період незалежності
Статус міста з 2003 року (постанова Верховної Ради України № 829-IV від 22.05.2003 року).
25 грудня 2011 року міська рада Олевська перейменувала вулиці міста, які мали імена радянських вождів, назвавши їх на честь видатних фігур українського націоналістичного і патріотичного руху. Були перейменовані вулиці й провулки Павла Постишева, Станіслава Косіора, Григорія Петровського, Михайла Калініна, Григорія Котовського. Замість них з'явилися назви Олени Теліги, Олега Ольжича, Гетьмана Виговського, Олексія Опанасюка, Героїв Крут, 20-річчя Незалежності України, Юрія Тютюнника.

## Промисловість
Є харчова промисловість (Хлібзавод, маслозавод), Олевський завод тракторних нормалей тощо.
- Олевський завод електротехнічної порцеляни;
- Дочірнє підприємство «Олевськторф» ДП «Житомирторф»;
- ДП «Олевське лісове господарство»;
- ДП «Олевський лісгосп АПК».

## Культура та релігія
Пам'ятка архітектури державного значення
- Свято-Миколаївська церква (мур.) (1596)

Місцева археологічна пам’ятка
- давньоруське городище «Бабина гора»[10]

Визначні місця і події
- колишня синагога „Березна“ березнинських хасидів (нині типографія та піцерія «Ронч»)[11]
- унікальна дерев'яна колишня синагога „Столин“ карлин-столинських хасидів (відома як Будинок юних техніків та контора землеміра), у 2024 р. частково згоріла[12]
- огель (склеп) цадиків рабі Єгошуа Готлиба, та рабі Леві Іцхака[13]
- історичний фарфоровий завод[10]
- музей-скансен під відкритим небом «Древлянський град»[10]
- фестиваль сучасної естрадної пісні «Зорі над Убортю» (з 2001 року)[10]

Для зручності туристів, з метою надання їм інформації про історію Олевська, здійснення супроводу до визначних місць, пам’яток культури, природних заповідників та унікальних садиб створено комунальне підприємство “Туристично-інформаційний центр” Олевської міської ради по вул. Богдана Хмельницького, 4.

## Населення
За даними перепису населення СРСР 1939 року чисельність населення становила 6 781 особу, з них українців — 3 387, росіян — 352, німців — 41, євреїв — 2 858, поляків — 88, інших — 55.
| 1959 | 1979   | 1989   | 2001   | 2016   | 2022   |
| ---- | ------ | ------ | ------ | ------ | ------ |
| 7943 | 11 770 | 12 323 | 10 896 | 10 339 | 10 032 |

### Мова
Розподіл населення за рідною мовою за даними перепису 2001 року:
| Мова            | Кількість | Відсоток |
| --------------- | --------- | -------- |
| українська      | 10516     | 96.91%   |
| російська       | 304       | 2.80%    |
| білоруська      | 21        | 0.19%    |
| румунська       | 2         | 0.02%    |
| польська        | 1         | 0.01%    |
| єврейська       | 1         | 0.01%    |
| інші/не вказали | 6         | 0.06%    |
| Усього          | 10851     | 100%     |

## Відомі особи
- Гайченя Микола Борисович (1978—2015) — старший сержант Збройних сил України, учасник російсько-української війни, почесний громадянин Олевська (посмертно)
- Немирич Йосиф Карл — пан на Олевську та Сновидовичах[18]
- Овчинникова Люсьєна Іванівна (1931—1999) — радянська артистка театру і кіно, заслужена артистка РРФСР (1973)
- Хомутовський Дмитро Григорович (1960) — український учений у галузі політології і права, доктор юридичних наук, професор, академік.
- Соболь Антон Ізраїльович (1930) — професор, голова правління ВАТ «Укргідроенерго», Герой України (2002).
- Симонович Борис Олександрович (1903—1985) — український громадський та політичний діяч

## Галерея

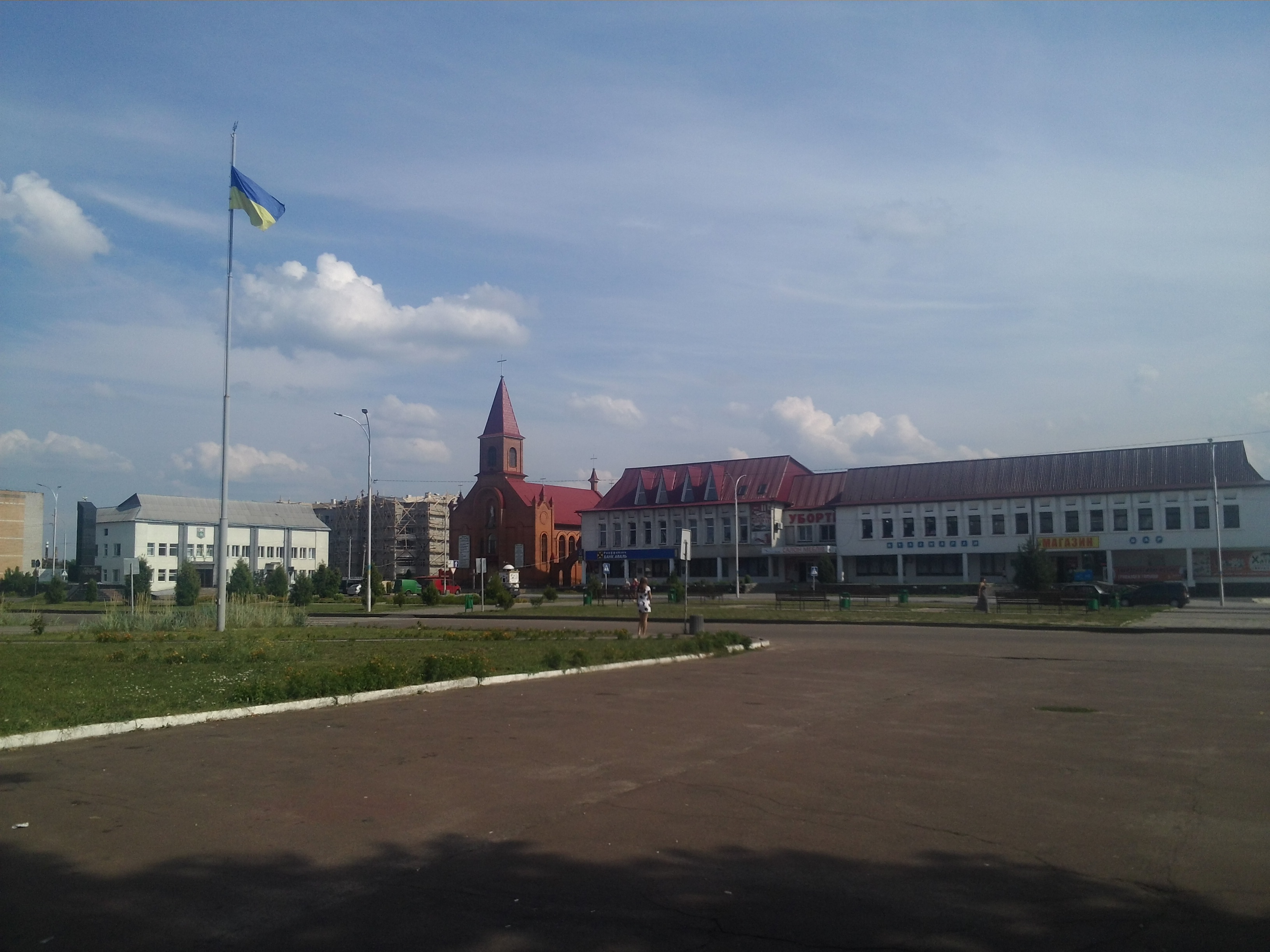
Краєвид на римо-католицький костел Воздвиження Святого Хреста
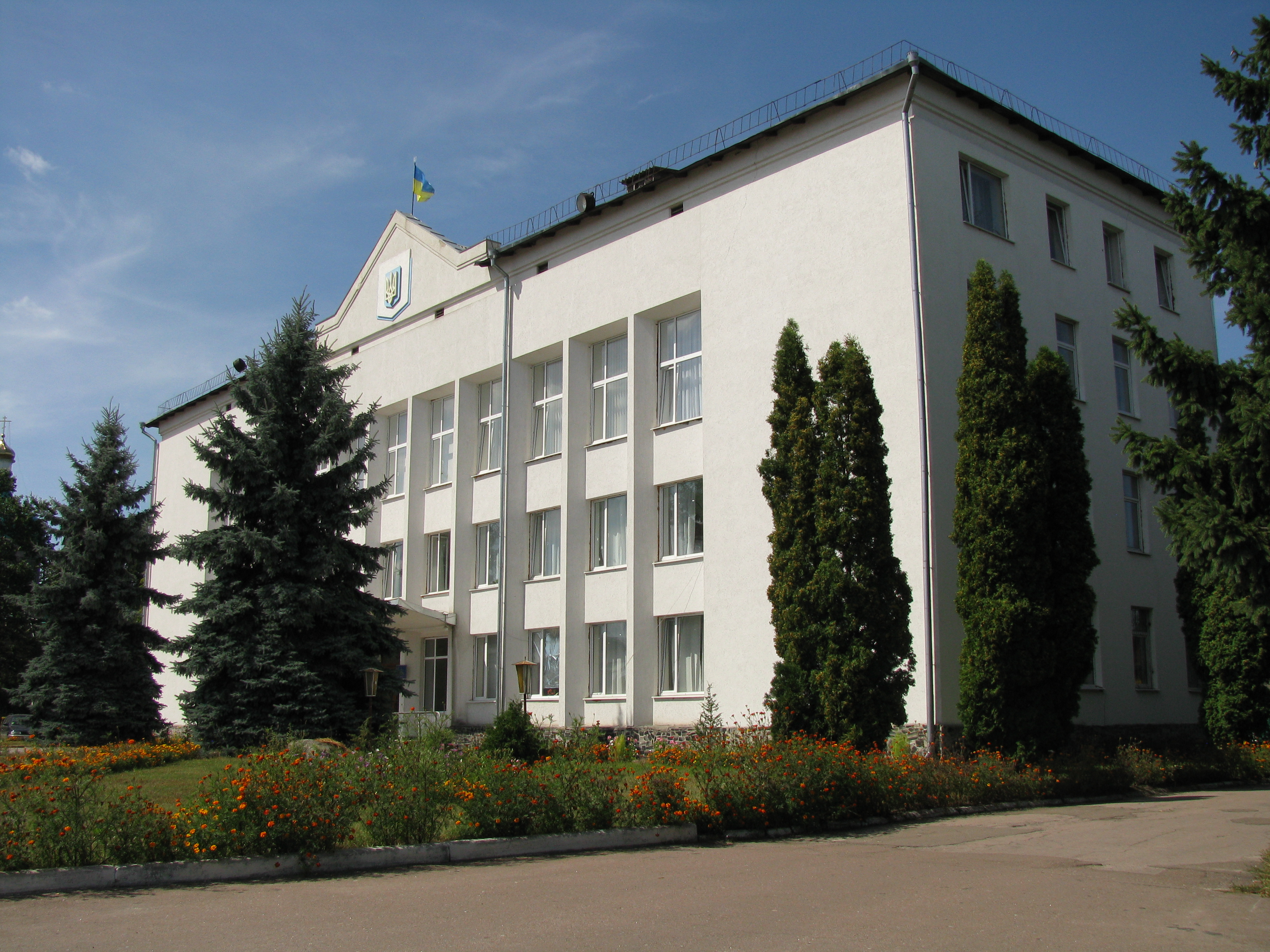
Райдержадміністрація
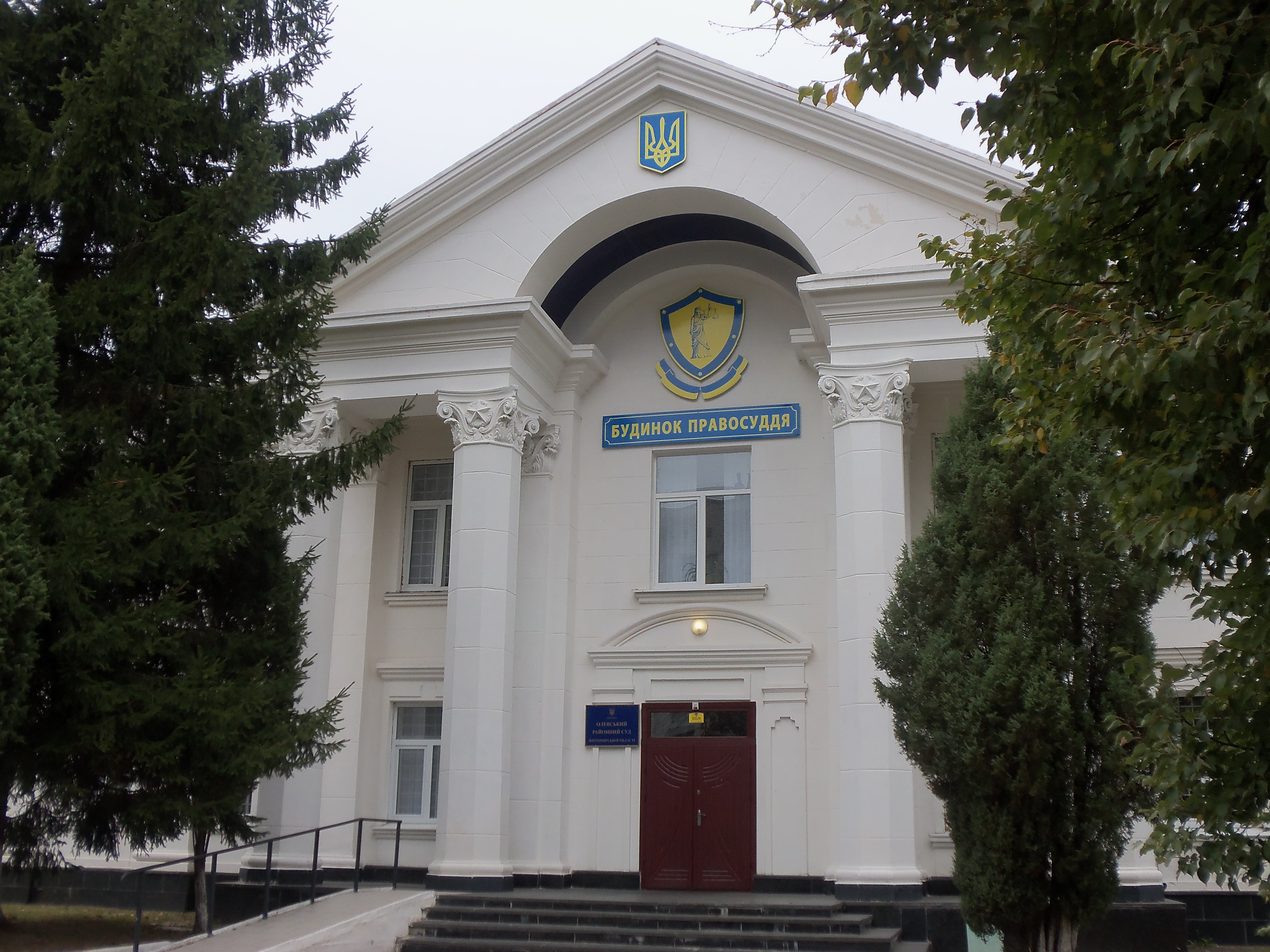
Районний суд (вул. Володимирська, 7)
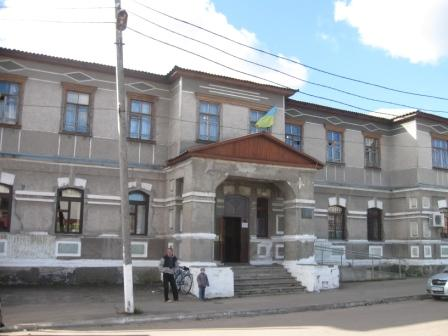
Адмінприміщення військового комісаріату (вул. Пушкіна, 7)
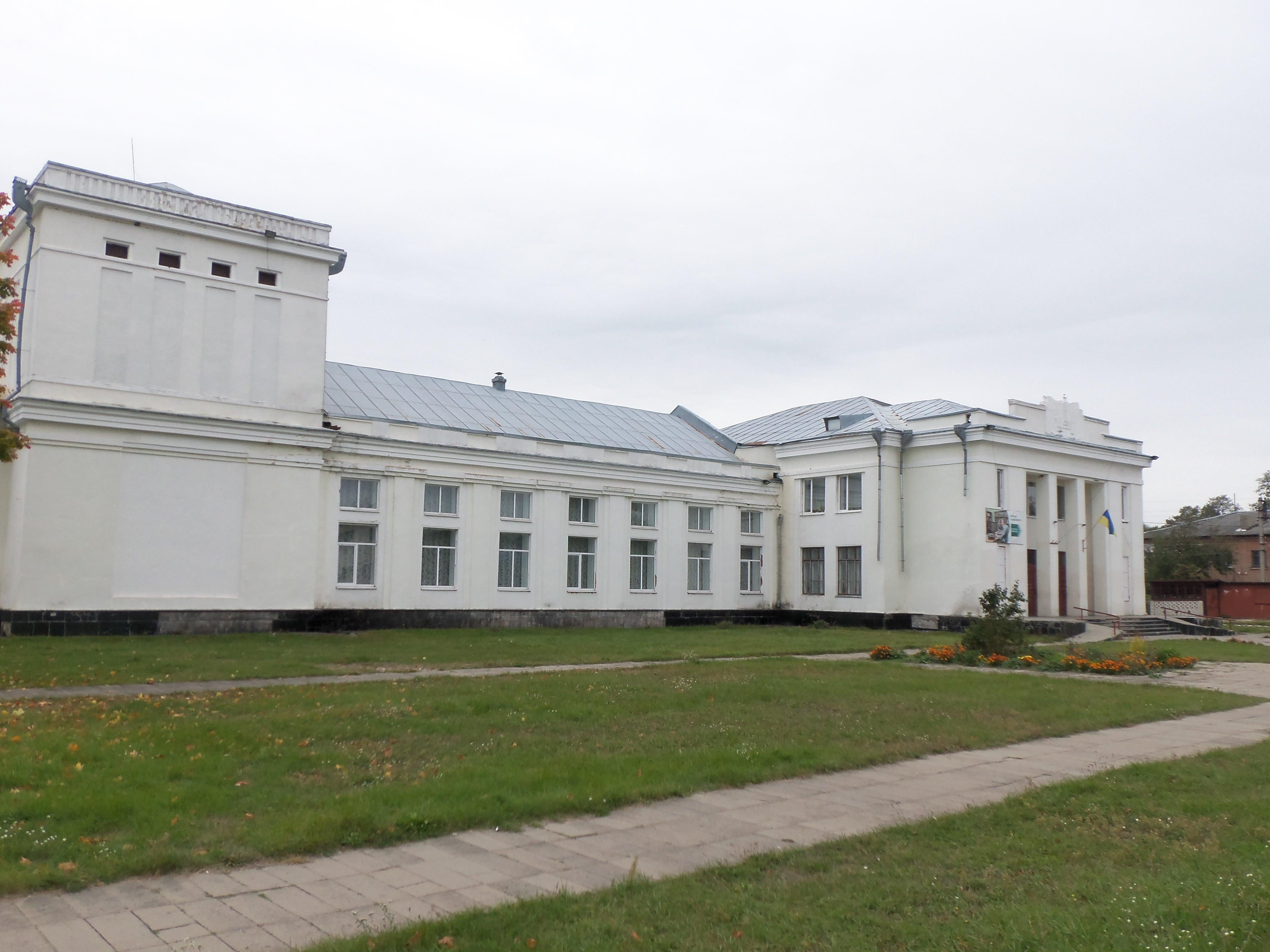
Будинок культури (вул. Свято-Миколаївська, 34)
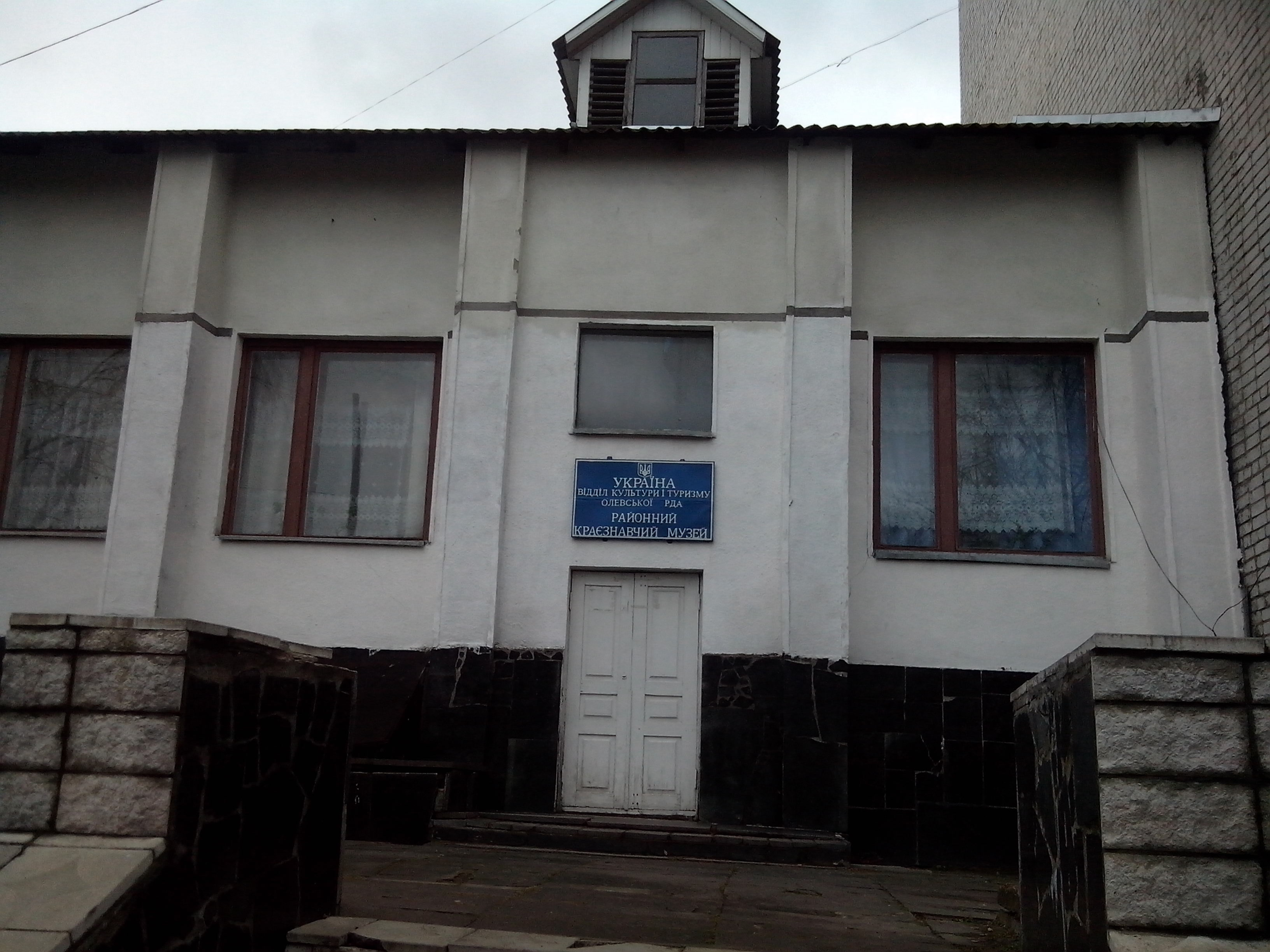
Олевський краєзнавчий музей
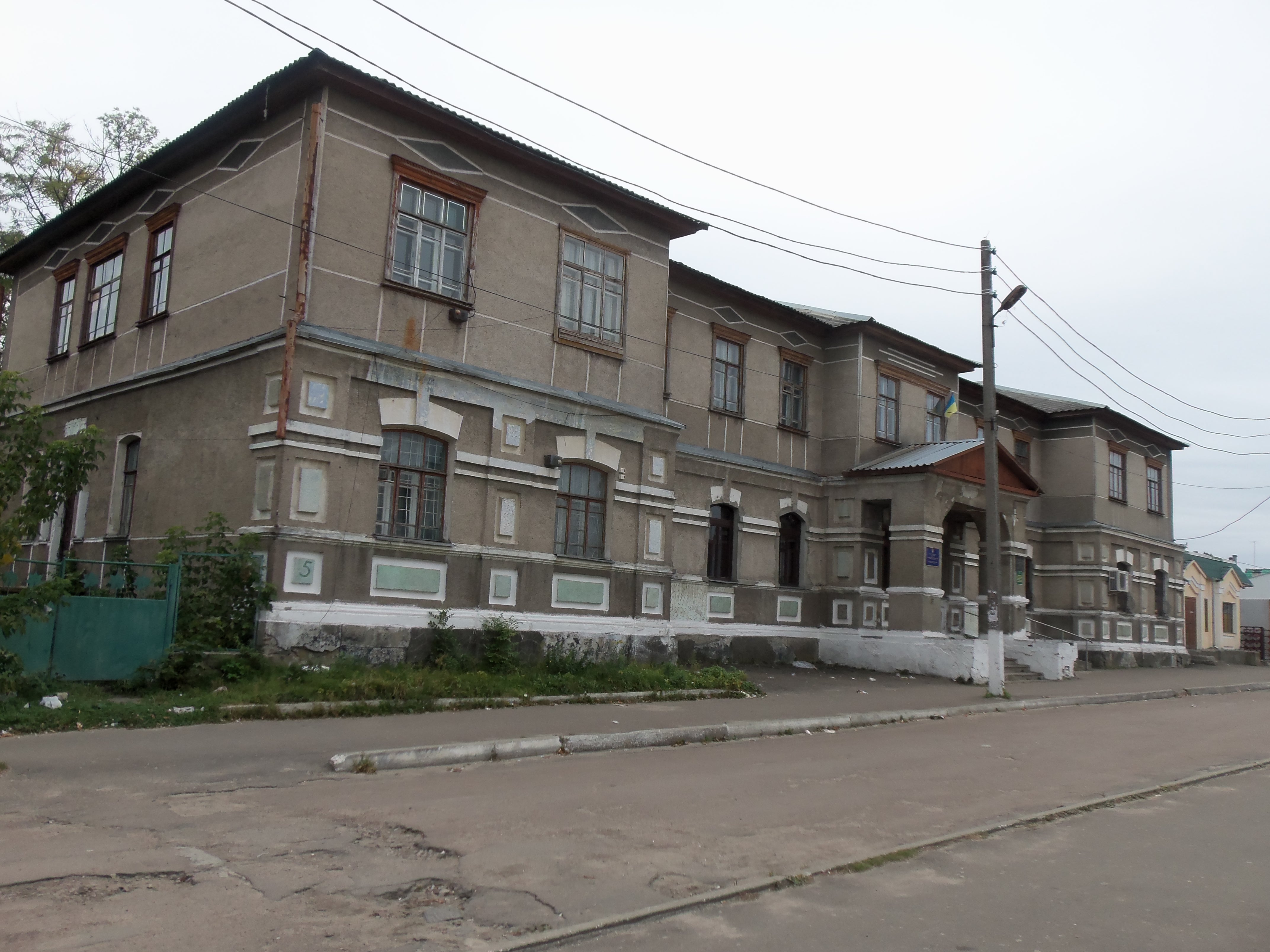
Управління сільського господарства (вул. Привокзальна, 5)
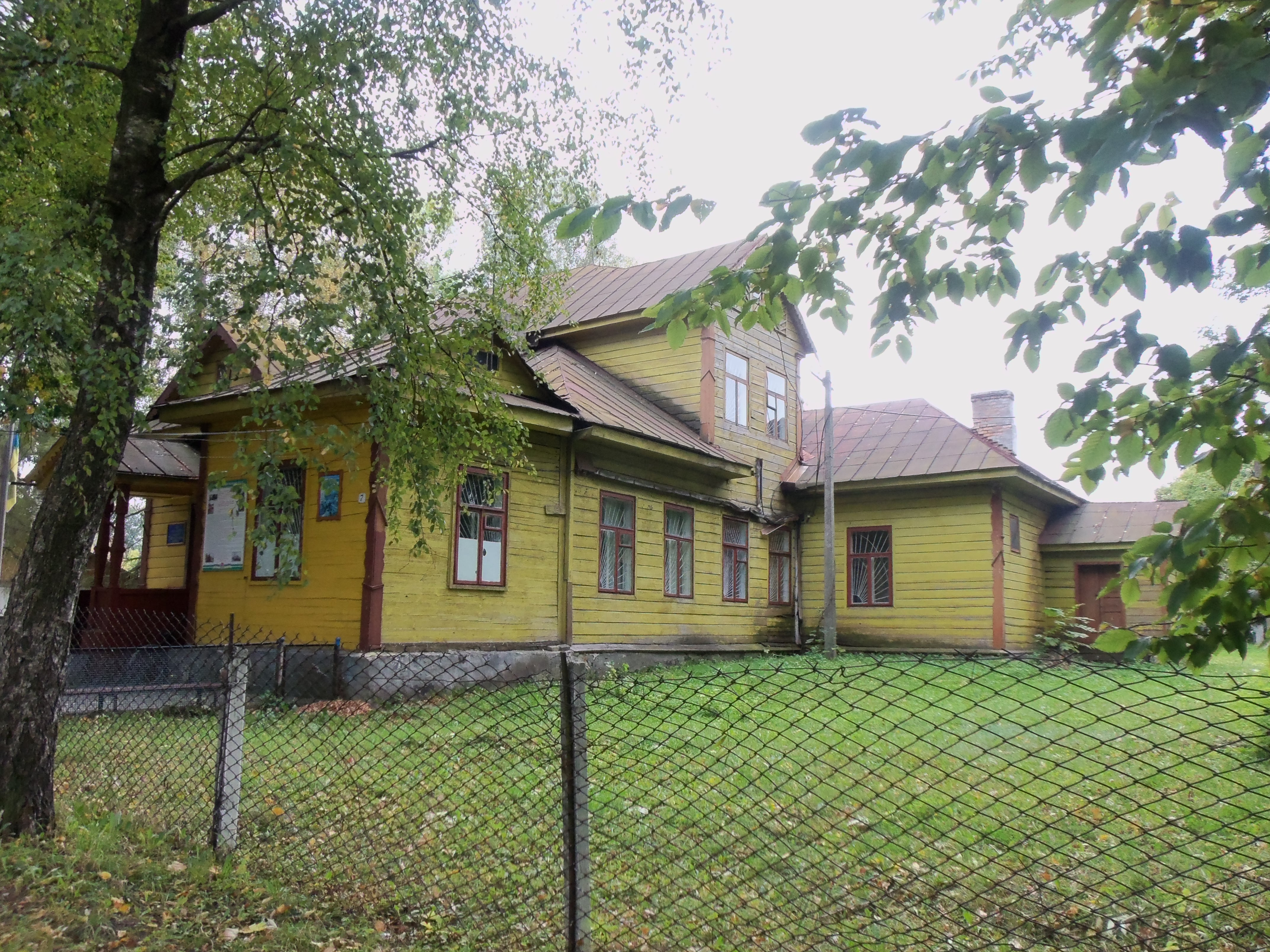
Адмінприміщення військового комісаріату (вул. Пушкіна, 7)
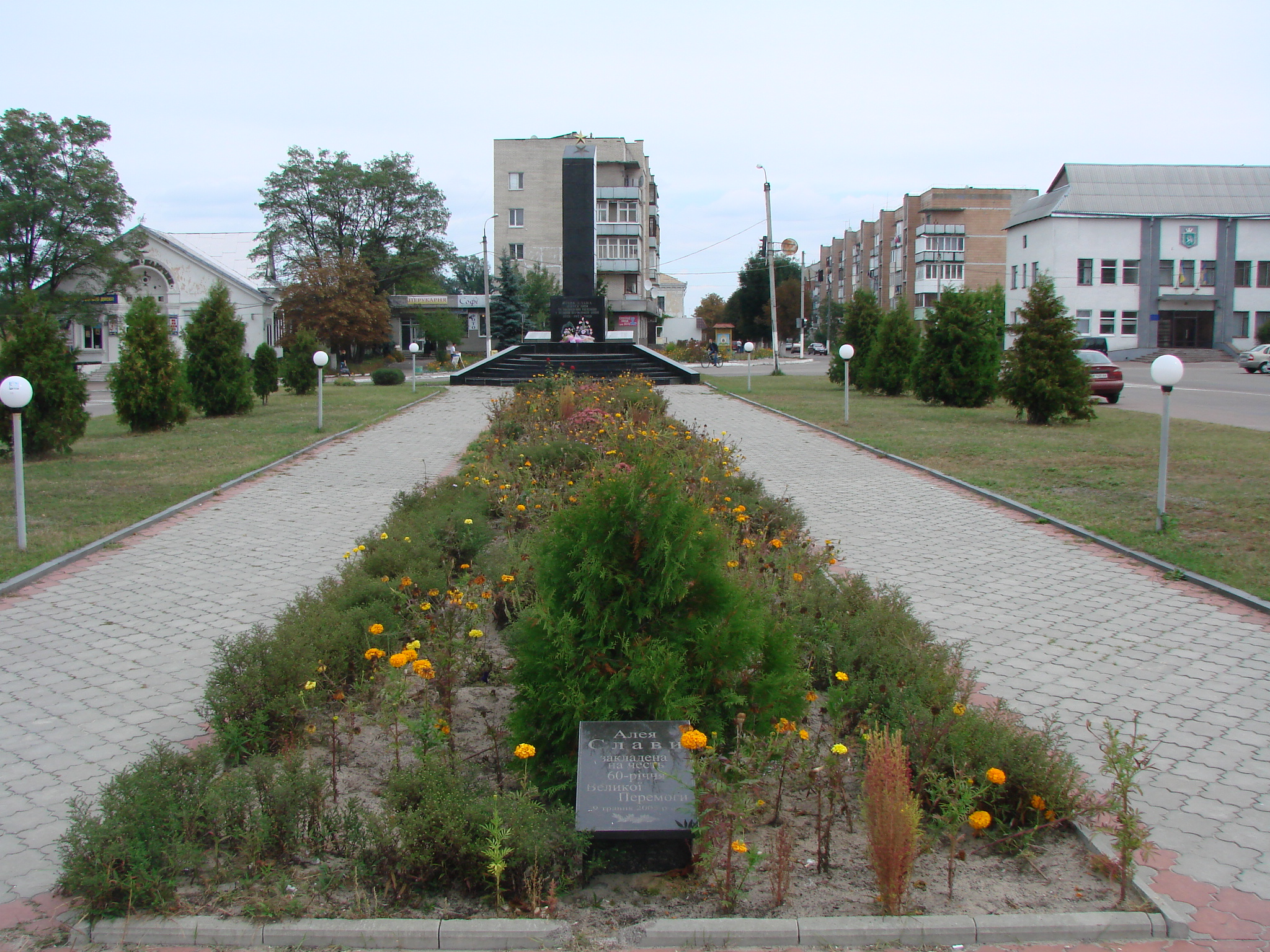
Алея слави. Братська могила радянських воїнів-Олевськ
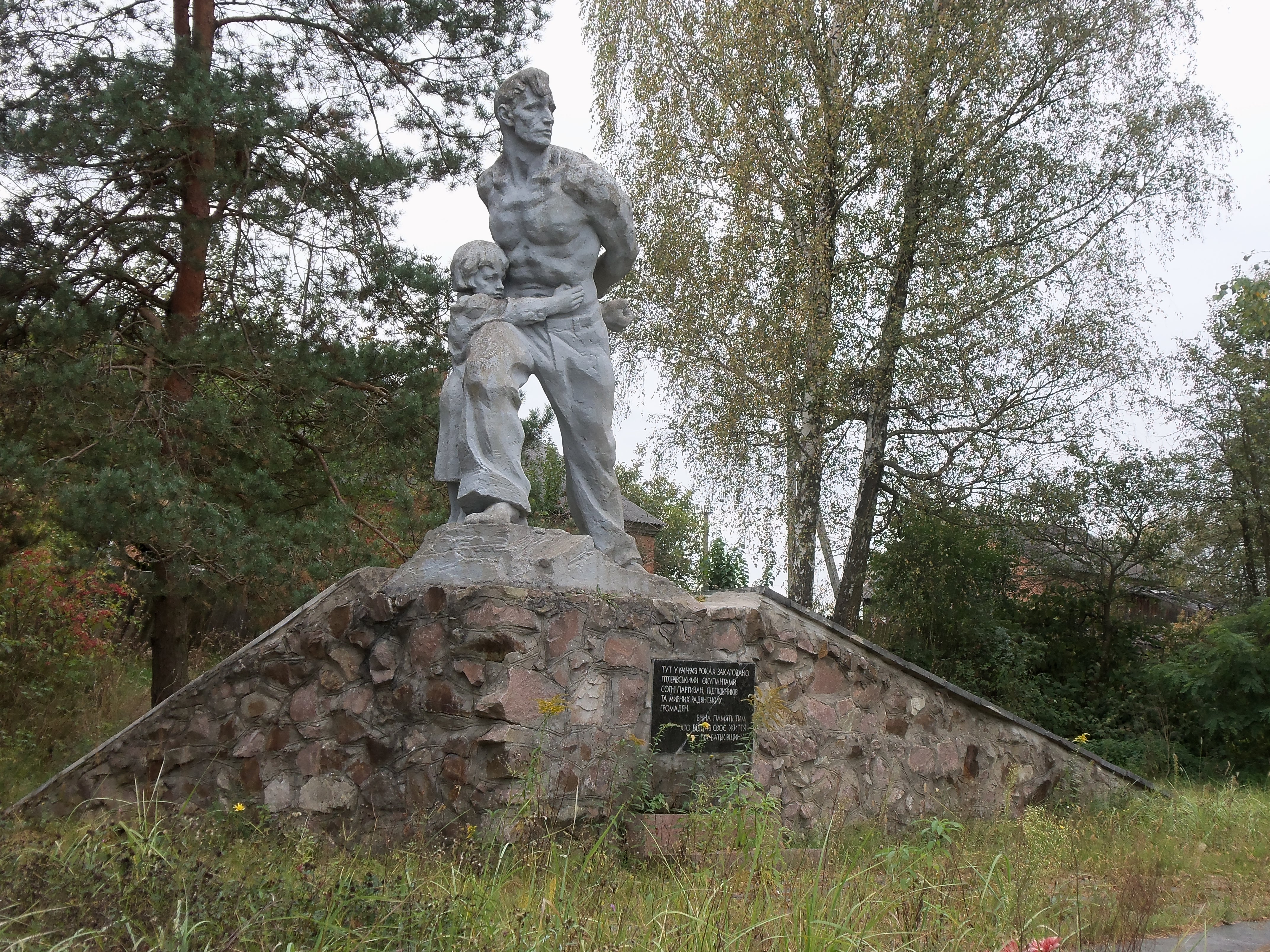
Братська могила жертв фашизму. Поховано понад 300 осіб, біля залізничного мосту